# Luigi Sestili
Luigi Sestili est un coureur cycliste italien, né le 9 juillet 1983 à Civitavecchia.

## Palmarès et classements mondiaux

### Palmarès
- 2004
  - 5e étape du Tour de Thuringe
  - Trophée MP Filtri
  - 2e du Gran Premio Chianti Colline d'Elsa
  - 3e du Gran Premio Pretola
- 2005
  - Trofeo Salvatore Morucci
  - Trophée Mario Zanchi
  - Tour des régions italiennes :
    - Classement général
    - 2e étape

  - 7e étape du Tour de Thuringe
  - Trophée Maria Rovelli
  - 3e étape du Tour de la Vallée d'Aoste
  - 2e du Tour de Thuringe
  - 2e du Tour de la Vallée d'Aoste
  - 2e du Gran Premio Folignano
  - 3e de la Cronoscalata Gardone Val Trompia-Prati di Caregno
  - 3e du Gran Premio Capodarco
- 2007
  - 3e du Giro del Medio Brenta

### Classements mondiaux
| Année           | 2005 | 2006   | 2007 | 2008 |
| --------------- | ---- | ------ | ---- | ---- |
| UCI Europe Tour | 45e  | 1 078e | 712e | 636e |

## Distinctions
- Oscar TuttoBici des moins de 23 ans : 2005